# Melanchra cotangens
Melanchra cotangens là một loài bướm đêm trong họ Noctuidae.